# 2PM
2PM (em hangul: 투피엠) é um grupo masculino sul-coreano formado pela JYP Entertainment. O grupo é composto por seis integrantes: Jun. K (anteriormente Junsu), Nichkhun, Taecyeon, Wooyoung, Junho e Chansung. Originalmente um grupo de sete membros, Jaebeom (agora conhecido profissionalmente como Jay Park) deixou o grupo em 2009.
Por meio da série documental Hot Blood Men, o músico coreano Park Jin-young formou um grupo de onze membros conhecido como One Day. Eventualmente, o grupo foi dividido em dois: o grupo de hip hop 2PM e o grupo simular, mas independente, 2AM. 2PM estreou com a canção "10 Out of 10", cujas performances exibiam seus estilos de dança acrobática. Eles alcançaram o topo das paradas sul-coreanas pela primeira vez com "Again & Again". Ambas as canções foram incluídas no primeiro álbum de estúdio do grupo, 01:59PM (2009). Em 2011, o grupo lançou seu segundo álbum, Hands Up. Eles fizeram sua estreia no Japão mais tarde naquele mesmo ano, com Republic of 2PM. O grupo obteve sucesso comercial significativo com seus álbuns seguintes: Grown (2013), Go Crazy (2014), No. 5 (2015) e Gentlemen's Game (2016), cada um dos quais entrou no top três dos gráficos de álbuns sul-coreano.
Após a turnê de Gentlemen's Game, o grupo entrou em um hiato oficial em julho de 2017 devido ao serviço militar obrigatório. Após a dispensa dos membros, o 2PM retornou com seu sétimo álbum de estúdio, Must, em junho de 2021.

## Integrantes
- Jun. K (hangul: 준케이, nascido Kim Jun-su (hangul: 김준수) em 15 de janeiro de 1988 (37 anos) em Daegu, Coreia do Sul. Ele alterou seu nome de nascimento para Kim Min-jun (hangul: 김민준).
- Nichkhun (hangul: 닉쿤), nascido Nichkhun Buck Horvejkul (em tailandês:  นิชคุณ หรเวชกุล) em 24 de junho de 1988 (36 anos) em Rancho Cucamonga, Califórnia, Estados Unidos.
- Taecyeon (hangul: 택연), nascido Ok Taec-yeon (hangul: 옥택연) em 27 de dezembro de 1988 (36 anos) em Seul, Coreia do Sul.
- Wooyoung (hangul: 우영), nascido Jang Woo-young (hangul: 장우영) em 30 de abril de 1989 (36 anos) em Busan, Coreia do Sul.
- Junho (hangul: 준호), nascido Lee Jun-ho (hangul: 이준호) em 25 de janeiro de 1990 (35 anos) em Ilsan, Goyang, Coreia do Sul.
- Chansung (hangul: 찬성), nascido Hwang Chan-sung (hangul: 황찬성) em 11 de fevereiro de 1990 (35 anos) em Seul, Coreia do Sul.

### Ex-integrantes
- Jay Park (hangul: 제이박), nascido Park Jaebeom (hangul: 박재범) em 25 de abril de 1987 (33 anos) em Edmonds, Washington, Estados Unidos.